# Isola di la Cappe
L'isola di la Cappe era un'isola situata sul Rodano a 1,5 km a valle della città di Arles, oggi scomparsa come tale.

## Geografia
L'isola fu per lungo tempo, fino al XIII secolo, il punto di diffluenza di un ramo del Rodano chiamato "Rodano di Albaron": ancora visibile su un disegno del XIX secolo, quest'isola, ricca di storia, è ormai attaccata alla riva destra del fiume.

## Storia
Nel IV secolo l'arcivescovo di Arles sant'Ilario vi fondò un monastero ove San Cesario, chiamatovi da Eonio di Arles, risiedé come abate tra il 499 ed il 502 circa.
L'isola subì le devastazioni conseguenti le invasioni dell'VIII e del IX secolo, anche se una mappa dell'824, a fine rinascita carolingia, la mostra come abitata ed utilizzata. Ivi il conte Leibulfo di Provenza fondò, nel IX secolo, l'abbazia di Saint-André de la Cappe. Essa venne tuttavia nuovamente lottizzata da capo dal X secolo e nel 1142 il conte Alfonso Giordano di Tolosa, attorniato dai signori provenzali e della Linguadoca, vi sottoscrisse un documento che restituiva alcuni beni al monastero di Sant'Andrea situato sull'isola. Verso il 1200 sull'isola vi erano abitazioni, due chiese e un castello, appartenente alla famiglia arlesiana dei Porcelet. Nel 1209, durante la prima crociata albigese, il legato pontificio ordinò la distruzione di questa fortezza arlesiana.